# Hal Landon Jr.
Hal Landon Jr. est un acteur américain né le 23 mai 1941 à Boston, dans le Massachusetts, aux États-Unis. Il est surtout connu pour son rôle du père de Ted, le capitaine Logan, dans la série de films Bill et Ted (en).

## Biographie
Landon est né le 23 mai 1941 à Long Beach, en Californie et continue de vivre en Californie. Il est le fils de Hal Landon, et le neveu du candidat à l'élection présidentielle américaine de 1936 Alf Landon. Il a été membre du South Coast Repertory (en) dans le comté d'Orange en Californie, jouant notamment le rôle de Scrooge sur scène de 1979 à 2019,.

## Filmographie

### Cinéma
- 1977 : Eraserhead de David Lynch : l'opérateur de la machine à crayons
- 1979 : Scavenger Hunt de Michael Schultz : champ de maïs
- 1988 : Prison de Renny Harlin : Wallace
- 1989 : L'Excellente Aventure de Bill et Ted (Bill & Ted's Excellent Adventure) de Stephen Herek : Capitaine Logan
- 1990 : Fenêtre sur Pacifique (Pacific Heights) de John Schlesinger : 2e shérif adjoint*
- 1990 : Un ange... ou presque (Almost an Angel) de John Cornell : Paradise Bar Local
- 1991 : Rendez-vous au paradis (Defending Your Life) d'Albert Brooks : l'homme dans le pavillon des vies antérieures
- 1991 : Les Folles Aventures de Bill et Ted (Bill & Ted's Bogus Journey) de Peter Hewitt : Capitaine Logan
- 1992 : Les Pilleurs (Trespass) de Walter Hill : Eugene DeLong
- 1998 : Point de rupture (Break Up) de Paul Marcus : Nike
- 1998 : La Carte du cœur (Playing by Heart) de Willard Carroll : Acteur "Commissaire"
- 2002 : Speakeasy de Brendan Murphy : M. Petersen
- 2011 : The Artist de Michel Hazanavicius : Napoléon
- 2015 : Smosh: The Movie d'Alex Winter : Butler
- 2016 : Pee-wee's Big Holiday de John Lee : Fermier Brown
- 2020 : Bill et Ted sauvent l'univers (Bill and Ted Face the Music) de Dean Parisot : Chef Logan